# Артюх, Владимир Кузьмич
Влади́мир Кузьми́ч Артю́х (25 августа [7 сентября] 1907 года — 12 июня 1984 года) — участник советско-финской (в должности шофёра 7-го отдельного понтонно-мостового батальона 7-й армии Северо-Западного фронта, красноармеец) и Великой Отечественной войн, Герой Советского Союза (15.01.1940), лейтенант запаса с сентября 1945 года.

## Биография
Родился 25 августа (7 сентября) 1907 года в городе Вильно (Вильнюс — столица Литвы) в семье рабочего. Русский. Член ВКП(б) с 1943 года. Образование неполное среднее, работал шофёром в Ленинграде.
В Красной армии в 1939-1940 годах и с июня 1941 года. Участник советско-финской войны 1939—1940 годов.
Шофёр 7-го отдельного понтонно-мостового батальона (7-я армия, Северо-Западный фронт) красноармеец Владимир Артюх, получив приказ доставить полупонтон для переправы через реку Тайпален-Йоки (Бурная), возглавил колонну машин. Несмотря на артиллерийский и пулемётный обстрел, храбрый водитель по разбитой дороге доставил полупонтон к берегу. За ним следом прибыли и другие машины с полупонтонами. Тем самым было ускорено оборудование переправы через реку.
Указом Президиума Верховного Совета СССР от 15 января 1940 года «за образцовое выполнение боевых заданий командования на фронте борьбы с финской белогвардейщиной и проявленные при этом отвагу и геройство» красноармейцу Артюху Владимиру Кузьмичу присвоено звание Героя Советского Союза с вручением ордена Ленина и медали «Золотая Звезда» (№ 198).
Он стал первым из военных водителей, удостоенных этой высшей степени отличия Советского Союза.
В 1942 году отважный воин окончил Ленинградское военно-инженерное училище. Участвовал в боях на Ленинградском и Центральном фронтах. В 1945 году окончил Высшую офицерскую автомобильную школу. С сентября 1945 года старший техник, лейтенант Артюх В. К. — в запасе.
Жил в городе-герое Ленинграде. Работал в Ленавтохозяйстве. Умер 12 июня 1983 года.

## Награды
- Медаль «Золотая Звезда» Героя Советского Союза (№ 198)
- Орден Ленина
- Медали, в том числе:
  - Медаль «За победу над Германией в Великой Отечественной войне 1941—1945 гг.»
  - Юбилейная медаль «Двадцать лет Победы в Великой Отечественной войне 1941—1945 гг.»
  - Юбилейная медаль «Тридцать лет Победы в Великой Отечественной войне 1941—1945 гг.»

## Память

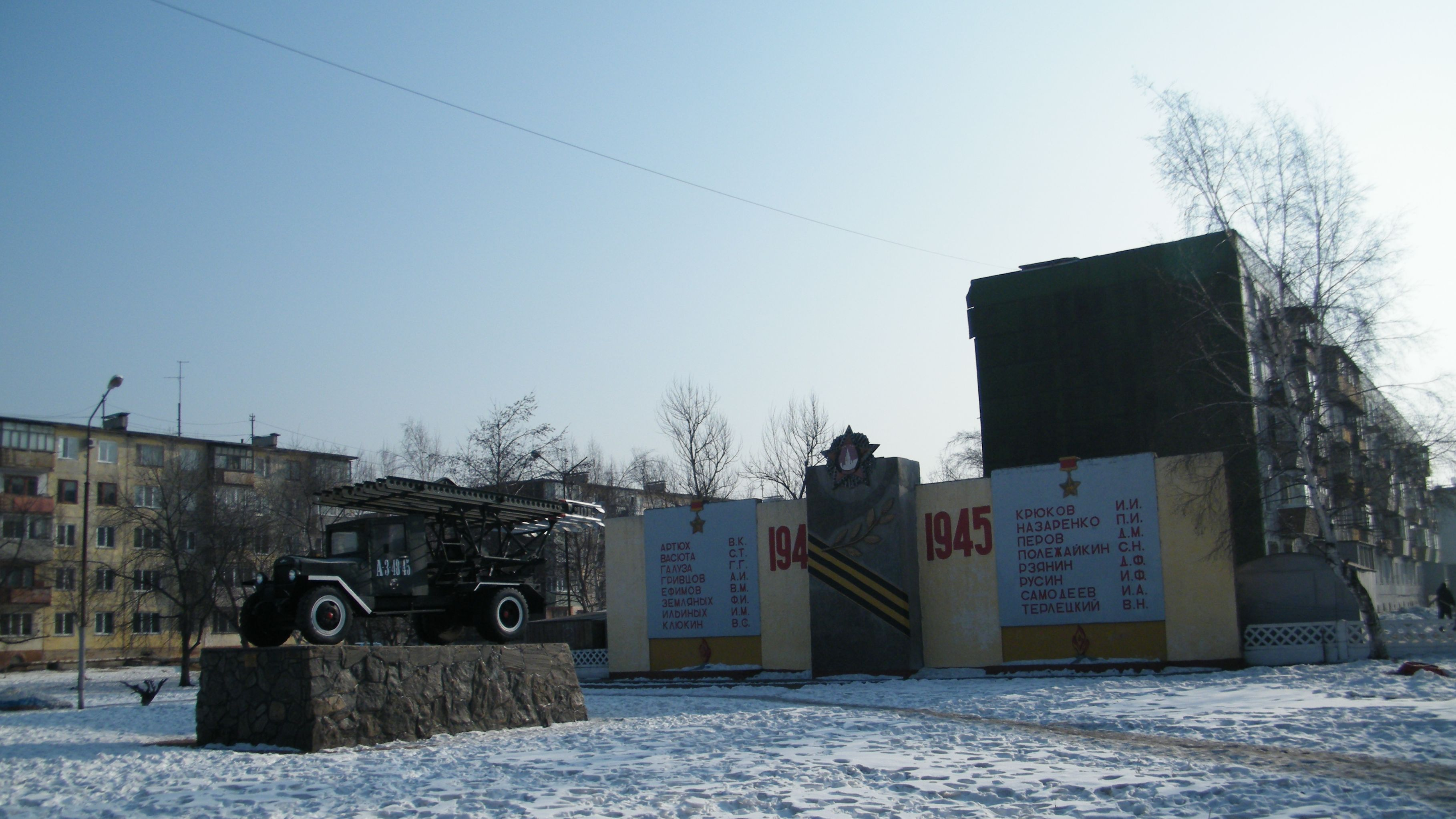
Город Уссурийск, УВВАКУ

- Похоронен на Южном кладбище Санкт-Петербурга.
- Подвигу Героя посвятил поэму «Шофёр Артюх» поэт А. Т. Твардовский.
- Имя воина-водителя, Героя Советского Союза Артюх В. К. увековечено на стене памяти Уссурийского высшего военного автомобильного командного училища.
- Именем воина-водителя, Героя Советского Союза Артюх В. К. названо Федеральное государственное автономное образовательное учреждение дополнительного профессионального образования «Межрегиональный центр профессиональной подготовки и повышения квалификации кадров имени Героя Советского Союза В. К. Артюха» (ФГАОУ ДПО «Межрегиональный ЦППК») в городе Санкт-Петербург, Российская Федерация.